# تاريخ مرض البول السكري

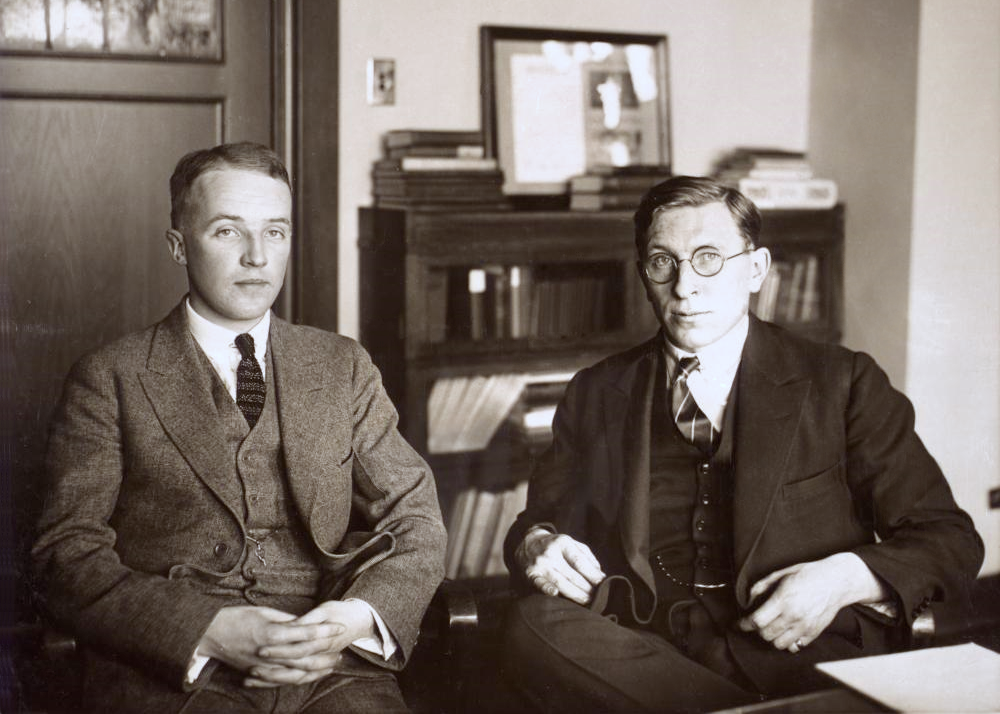

يُعتقد أن مرض السكري (المعروف عادةً بالبوال السكري) تم وصفه في بردية إبيرس  عام 1550 قبل الميلاد تقريبًا، وقد لاحظ معالجو الأيورفيدا (في القرنين الخامس والسادس قبل الميلاد) للمرة الأولى المذاق الحُلو لبول المرضى فأطلقوا على المرض مصطلح (مادهوميها) الذي يعني (البول العسل).
ترجع تسمية (البوال السكري – Diabetes mellitus) إلى ديمتريوس أفاميا (في القرن الأول قبل الميلاد)، وقد تم وصف المرض وعلاجه في الطب الصيني بـ (الظمأ الموهِن – (Wasting thirst، كما كتب الأطباء المسلمون –ومن بينهم ابن سينا- عن مرض البوال السكري خلال العصر الذهبي للإسلام.
في البداية كان الاعتقاد السائد أن البوال السكري مرض كلوي، وفي عام 1674 أشار توماس ويليس إلى احتمالية كون البوال السكري أحد أمراض الدم. ويرجع الفضل ليوهان بيتر فرانك في التفرقة بين مرضَي البوال السكري والبوال التَفِه (المعروف بالسكّري الكاذب) عام 1794.
يُنسب الاكتشاف الرسمي لدور البنكرياس في التسبب بالمرض إلى كلٍ من جوزيف فون ميرنغ وأوسكار مينكوفسكي عام 1889، وفي عام 1893 أشار إدوارد لاغوس - Édouard Laguesse إلى أن خلايا جُزُر البنكرياس -التي وصفها بول لانجرهانز –  Paul Langerhans بالتكتلات الصغيرة للخلايا عام 1869- قد تلعب دورًا نتظيميًا في عملية الهضم، وقد سُميت هذه الخلايا فيما بعد بجُزُر لانجرهانز – islets of Langerhans نسبةً إلى مُكتشفها.
في مطلع القرن العشرين افترض الأطباء أن هذه الخلايا تفرز مادة –سُميت بالأنسولين – Insulin- تساهم في أيض الكربوهيدرات، وقد مهّد اكتشاف واستخلاص الأنسولين للاستخدام السريري الطريق لعلاج مرض السكّري بين عامي 1921 و1922 على يد فريق الباحثين بتورونتو (فريدريك بانتنج - Frederick Banting وجون ماكلويد - John Macleod وتشارلز بست -Charles Best  وجيمس كوليب - James Collip).
فيما يتعلق بالبوال التَفِه – Diabetes insipidus فقد أصبح علاجه متاحًا قبل التعرف على سبب المرض، حيث ساعد اكتشاف الباحشين في إيطاليا (فاريني - A. Farini وسيكاروني – B. Ceccaroni) وألمانيا (فيلدن - R. Von den Velden) عام 1913 لمُتخلص الغدة النخامية المضاد لإدرار البول (Pituitary anti-diuretic hormone) على علاج المرض، وبحلول عشرينيات القرن الماضي ساعدت الاكتشافات على تحديد مرض البوال التَفه كاضطراب بالغدة النخامية، فأصبح التساؤل قائمًا حول منشأ مرض البوال التَفِه؛ أفي الغدة النخامية نفسها أم في (منطقة تحت المهاد -  Hypothalamus) نظرًا لاتصالهما من حيث المنشأ والوظيفة، وفي عام 1954 اكتشف الزوجين إيرنست وبرتا شارر - Berta and Ernst Scharrer أن هذا الهورمون يُفرز في أنوية منطقة تحت المهاد.

## تفسيرات مبدئية

### مصر القديمة (1550 قبل الميلاد تقريبًا)
تُعد بردية إبيرس - Ebers Papyrus من أهم وأقدم البرديات الطبية في مصر القديمة، ويُعتقد أنها منسوخة من مجموعة من النصوص الأقدم نظرًا لكتابتها خلال تلك الحقبة واحتوائها على مقطع يرجع للأسرة المصرية الأولى (3400 قبل الميلاد تقريبًا).
رجع تسمية البردية لجورج إبيرس - George Ebers، حيث ابتاعهاعام 1872 من الأقصر التي عُرفت قديمًا بمدينة الشمس (طيبة). كانت طيبة أكثر مدن مصر القديمة أهمية في أوجِ مجد المملكة الوسطى والمملكة الحديثة.
يُعتقد أن بردية إبيرس تحتوي على أقدم إشارة لمرض السكّري طبيًا بعبارة: «... للتخلص من البول شديد الأشا» وكلمة (أشا) تعني الوافر أو المتكرر، وبذلك لا يمكن الجزم بكون ذلك الوصف يشير لكمية البول الوفير الشائع في مرضى السكّري (البوال) أم لتكرار مرات التبوّل نتيجة عدوى المسالك البولية.
تذكر البردية بعد ذلك العلاج في عبارة: «يُملأ الوعاء بخليط من مياه نبع الطيور ونبات البيلسان (الخمّان الأسود) ونبتة... واللبن الطازج ورشفة من الجعة (البيرة) وزهرة الخيار والبلح الأخضر»، كما كانت أمراض المسالك البولية تُعالج بـ«الحقن الشرجي لخليط من زيت الزيتون والعسل والجعة والملح البحري وبذور فاكهة...»